# Леонард Барсотон
Леонард Кіплімо Барсотон (англ. Leonard Kiplimo Barsoton, нар. 21 жовтня 1994) — кенійський легкоатлет, який спеціалізується в бігу на довгі дистанції та кросі, багаторазовий призер чемпіонатів світу та Африки з кросу, призер Африканських ігор.
17 жовтня 2020 був шостим на фініші напівмарафонського забігу на чемпіонаті світу (59.34) та став чемпіоном світу в складі кенійської збірної за підсумками командного заліку.

## Основні міжнародні виступи
| Рік  | Змагання                        | Місто      | Місце | Дисципліна   | Примітки    |
| ---- | ------------------------------- | ---------- | ----- | ------------ | ----------- |
| 2013 | Чемпіонат світу з кросу         | Бидгощ     | 2     | крос (U20)   |             |
| 2014 | Чемпіонат Африки                | Кампала    | 1     | крос         |             |
| 2015 | Чемпіонат світу з кросу         | Гуйян      | 5     | крос         |             |
| 2015 | Африканські ігри                | Браззавіль | 2     | 10000 м      |             |
| 2017 | Чемпіонат світу з кросу         | Кампала    | 2     | крос         |             |
| 2018 | Чемпіонат світу з напівмарафону | Валенсія   | 12    | напівмарафон |             |
| 2020 | Чемпіонат світу з напівмарафону | Гдиня      | 6     | напівмарафон | [ 1 ] [ 2 ] |